# Bavone di Gand
Bavone di Gand (in olandese Baaf) (fine VI secolo/inizio VII secolo – 655 circa) è stato un monaco cristiano belga dell'VIII secolo, venerato come santo dalla Chiesa cattolica e il cui culto è particolarmente praticato in parte dei Paesi Bassi e nelle Fiandre.
Di questo santo sono state scritte quattro Vite, in gran parte leggendarie: la più antica fu scritta circa due secoli dopo la morte di Bavone, e fu posta in versi intorno alla fine del primo millennio.

## Biografia
Bavone nacque verso la fine del VI secolo o l'inizio del VII nell'attuale Belgio. Proveniva da una nobile famiglia il cui nome originario era Allowin. Secondo la leggenda era figlio di Pipino di Landen. Dopo la morte della moglie, figlia del conte Adilio e madre di Adeltraut (Adeltrudis), futura badessa di Malbodium (Abbazia di Maubeuge), Bavone andò da sant'Amando, allora missionario presso i pagani che ancora abitavano nella zona di Gand, e dietro suo consiglio, donò tutti i suoi beni ai poveri e si ritirò in un convento a Gand, unendosi all'attività di Amando. Dopo un po' rientrò a Gand, si rinchiuse in una cella e condusse ivi una vita eremitica per alcuni anni morendo verso il 655.

## Culto
San Bavone (o san Bavo o sint Baaf in olandese) è co-patrono della città di Gand (l'altro patrono è santa Farailde) ed a lui sono dedicate la cattedrale di San Bavone a Gand, la cattedrale di Haarlem e la chiesa grande di San Bavone, sempre ad Haarlem. È anche patrono delle diocesi di Gand e di Haarlem.
In Italia è ricordato nella parrocchia di San Bovio di Peschiera Borromeo e a Terni in Umbria dove è stato ritrovato e restaurato di recente, nella chiesa di San Giovanni Battista del castello di Rocca San Zenone, una rarissima icone votiva rappresentante San Bavone con spada e falcone.
La sua memoria viene celebrata il 1º ottobre ed il 1º agosto a Gand, ed il 9 agosto e il 10 maggio ad Haarlem.

## Iconografia
Per la sua appartenenza alla nobiltà, egli viene rappresentato come un gentiluomo elegantemente vestito, con spada e speroni, con un falco sul pugno o mentre distribuisce doni ai poveri.